# A.S.D. Sant'Elena Quartu
A.S.D. Sant'Elena Quartu P.S.F. S.r.l., hay đơn giản hơn là Sant'Elena là một câu lạc bộ bóng đá Ý có trụ sở tại thành phố Quartu Sant'Elena ở tỉnh Cagliari. Hiện tại đang tham gia giải Promozione khu vực Sardinia.

## Lịch sử
Đội đã trải qua thời kỳ vinh quang vào đầu thập niên 70 và 80 khi thi đấu tại serie C2: trong mùa giải 1980-81, đội thậm chí còn là đội thứ hai của Sardinia (sau Cagliari, sau đó chơi ở Serie A). Trong giai đoạn này trong số các huấn luyện viên có cựu cầu thủ và nhà vô địch của Ý của Cagliari là Nené. Trong mùa giải 1983-84, đội bị loại khỏi Serie C2 và từ đó đã thi đấu tại Comitato Regionale Sardegna. Sau khi nhiều năm thi đấu tại Promozione, mùa giải 2010-2011, đội đã tham gia Eccellenza sau khi giành chiến thắng ở vòng playoffs và được thăng hạng. Tuy nhiên, đội bóng khép lại chức vô địch ở vị trí cuối cùng trong bảng xếp hạng, xuống hạng chỉ sau một năm.

## Màu sắc và biểu tượng

### Màu sắc
Màu sắc đội bóng là xanh lá cây và trắng.

## Cơ sở vật chất

### Sân vận động
Câu lạc bộ đã thi đấu tại sân nhà ở sân vận động Sa Forada. Cho đến mùa giải 2011-2012 đội thi đấu ở sân vận động Is Arenas.

## Danh hiệu

### Competizioni nazionali
- Serie D

1979-1980 (bảng D)

### Các giải đấu khác
- Serie D

Vị trí thứ ba: 1978-1979 (bảng D)
- Eccellenza

Vị trí thứ hai: 1998-1999
Vị trí thứ ba: 1999-2000, 2001-2002